# Vincente Minnelli
Vincente Minnelli, född Lester Anthony Minnelli den 28 februari 1903 i Chicago, Illinois, död 25 juli 1986 i Beverly Hills, Kalifornien, var en amerikansk teater- och filmregissör. Han Oscarsbelönades som bäste regissör 1959 för Gigi, ett lättfärdigt stycke (1958).
Minnelli arbetade som regissör på Broadway innan han 1935 fick jobb på MGM där han arbetade som assistent, tills han 1943 fick göra sin första egna film, Svart extas. Han specialiserade sig på musikaler, komedier och en och annan melodrama. Flera av hans musikaler har blivit klassiker. 
Minnelli var gift med Judy Garland mellan 1945 och 1951 och de fick dottern Liza Minnelli. Han är begravd på Forest Lawn Memorial Park i Glendale i Kalifornien.

## Filmografi i urval
- 1941 – Vi jazzkungar
- 1943 – Vi på Broadway
- 1943 – Tjuserskan från Panama
- 1943 – Svart extas
- 1943 – Han som gjord't
- 1944 – Vi mötas i St. Louis
- 1945 – 48 timmar
- 1945 – Turister i paradiset
- 1946 – Dolda känslor
- 1946 – Ziegfeld Follies
- 1946 – Efter regn kommer solsken
- 1948 – Piraten
- 1949 – Madame Bovary
- 1950 – Brudens fader
- 1951 – En amerikan i Paris
- 1951 – Morfar opp i dagen
- 1952 – Illusionernas stad
- 1952 – Den stora premiären
- 1952 – Smekmånad på hjul
- 1953 – Störst är kärleken
- 1954 – Brigadoon
- 1955 – Spindelnätet
- 1955 – Under Bagdads måne
- 1956 – Han som älskade livet
- 1956 – Te och sympati
- 1957 – Förlåt, vi är visst gifta
- 1958 – Gigi, ett lättfärdigt stycke
- 1958 – Vad vet mamma om kärlek?
- 1959 – Insats förlorad
- 1960 – Det ringer, det ringer...
- 1960 – Tag vad du vill ha
- 1962 – 2 veckor i en annan stad
- 1962 – De fyra ryttarna
- 1963 – Pappas väninnor
- 1964 – Goodbye Charlie!
- 1964 – Het strand
- 1970 – En vacker dag kan man se hur långt som helst
- 1976 – Nina